# Los Ilamos
Los Ilamos är en ort i Mexiko.   Den ligger i kommunen Acapulco de Juárez och delstaten Guerrero, i den södra delen av landet, 290 km söder om huvudstaden Mexico City. Los Ilamos ligger 41 meter över havet och antalet invånare är 128.
Terrängen runt Los Ilamos är platt åt sydost, men åt nordväst är den kuperad. Los Ilamos ligger nere i en dal. Runt Los Ilamos är det tätbefolkat, med 397 invånare per kvadratkilometer. Närmaste större samhälle är Amatillo, 9,7 km sydväst om Los Ilamos. Omgivningarna runt Los Ilamos är en mosaik av jordbruksmark och naturlig växtlighet.